# 日伊関係
日伊関係（にちいかんけい、イタリア語: Relazioni bilaterali tra Giappone e Italia）では、日本国とイタリアの関係について述べる。

## 両国の比較
|             | イタリア                        | 日本                                                   | 両国の差                 |
| ----------- | ------------------------------- | ------------------------------------------------------ | ------------------------ |
| 人口        | 6036万8000人（2021年）          | 1億2614万6000人（2020年）                              | 日本はイタリアの約2.1倍  |
| 国土面積    | 30万2000平方キロメートル        | 37万7975平方キロメートル                               | 日本はイタリアの約1.25倍 |
| 首都        | ローマ                          | 東京 (事実上) (ただし、法律で定められてはいない。)     |                          |
| 最大都市    | ローマ                          | 東京都区部                                             |                          |
| 政体        | 議院内閣制                      | 議院内閣制                                             |                          |
| 公用語      | イタリア語                      | 日本語（事実上）（ただし、法律では定められてはない。） |                          |
| 国教        | なし                            | なし                                                   |                          |
| GDP（名目） | 1兆8864億4500万米ドル（2020年） | 5兆648億7300万米ドル（2020年）                         | 日本はイタリアの約2.68倍 |
| 防衛費      | 289億米ドル（2020年）           | 491億米ドル（2020年）                                  | 日本はイタリアの約1.7倍  |

## 歴史

### 14世紀以前

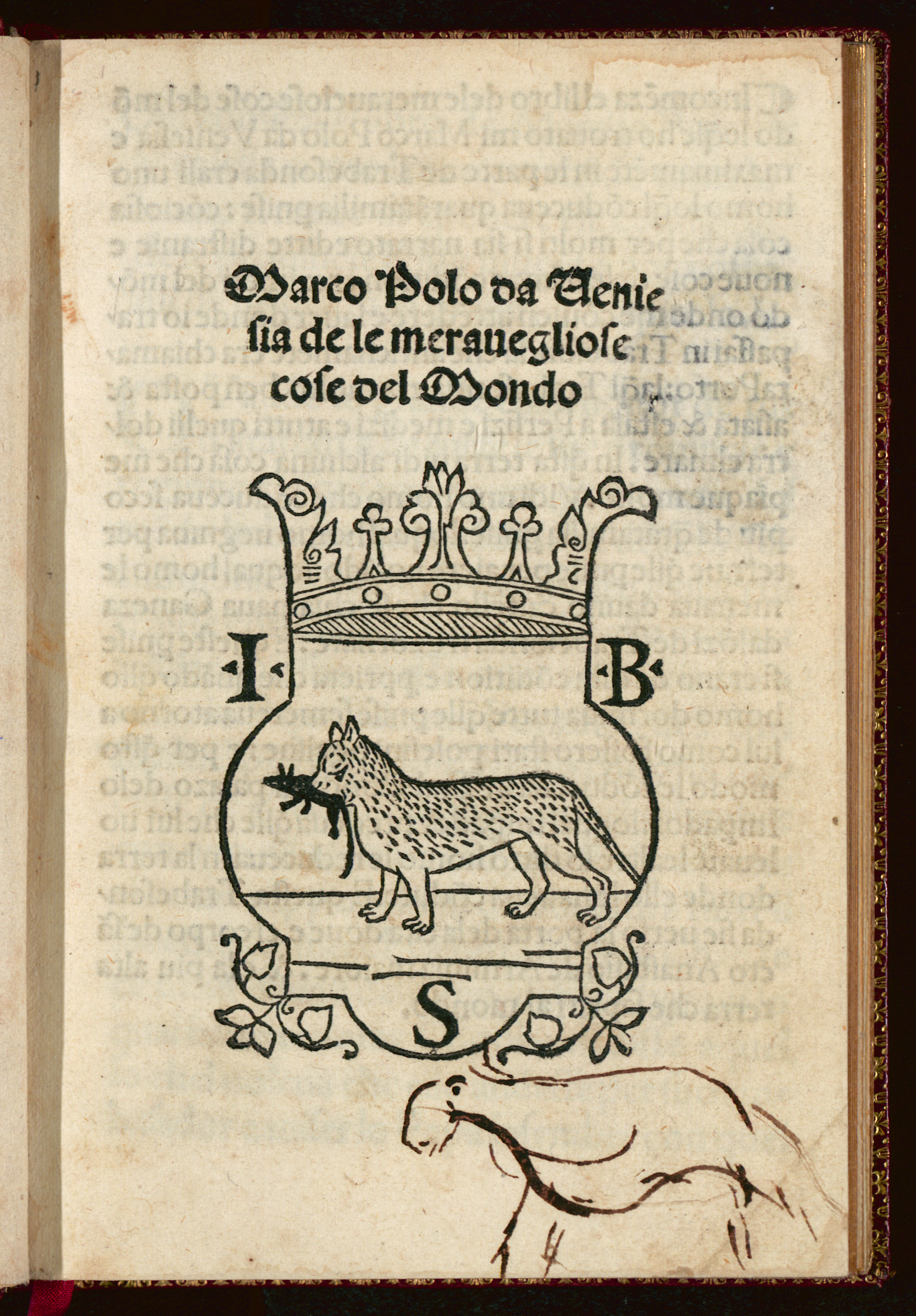
1496年（明応5年）印刷の『東方見聞録』

日本について最初に言及したイタリア人は、ジェノヴァ共和国の商人マルコ・ポーロであるとされている。彼はその著書『東方見聞録』において、『ジパング（Zipangu）』の記述を行っており、これが日本を指したものだと言われている。

### 15世紀-18世紀
日本とイタリア人の接触が最初に行われたのは戦国時代であり、主にキリスト教の宣教師を通じてのことであった。日本で活躍したイタリア人宣教師はイエズス会のグネッキ・ソルディ・オルガンティノやアレッサンドロ・ヴァリニャーノが知られる。1582年（天正10年）には九州の戦国大名が4人の少年使節をローマ教皇の元に派遣した天正遣欧少年使節）。
その後、日本は禁教令を敷いて鎖国にはいるが、1643年（寛永20年）にジュゼッペ・キアラ、1708年（宝永5年）にはジョヴァンニ・バッティスタ・シドッティといったイタリア人宣教師が密入国し、捕らえられている。

### 19世紀
日本が開国し、イタリア統一運動によってイタリア王国が成立すると、日本とイタリアの外交関係は本格的に開始された。1866年8月に日伊修好通商条約が締結され、1867年3月31日に最初の公使ヴィットリオ・サリエール・デ・ラ・トゥール（伯爵）が着任した。19世紀前半に欧州で蔓延した蚕の微粒子病の影響により、1863年ごろからイタリアの蚕種仕入人が来日し始め、国交開始後急増した。この時期、日本の輸出品の主力の一つが蚕種であり、総輸出量の4分の3がイタリアに売却されていた。1872年に岩倉使節団がローマを訪問し、国王にも拝謁したが、主目的であった不平等条約撤廃には繋がらなかった。

### 1900年代-1910年代
その後大きな問題は起こらず、1900年の義和団の乱、1914年の第一次世界大戦を連合国としてともに戦ったが、両国間は距離的に遠く相互に重なる利害関係は薄く、関係は濃厚であるとは言えなかった。しかしイタリアからフィアットなど工業製品やサヴォイア・マルケッティなどの軍需品の輸入が開始された。

### 1920年代
1922年にベニート・ムッソリーニのファシスト政権が成立して以降もその傾向は変わらなかった。一方で日本におけるムッソリーニに対する関心は高まり、児童文学・演劇などでムッソリーニを扱うものが多数現れた。

### 1930年代

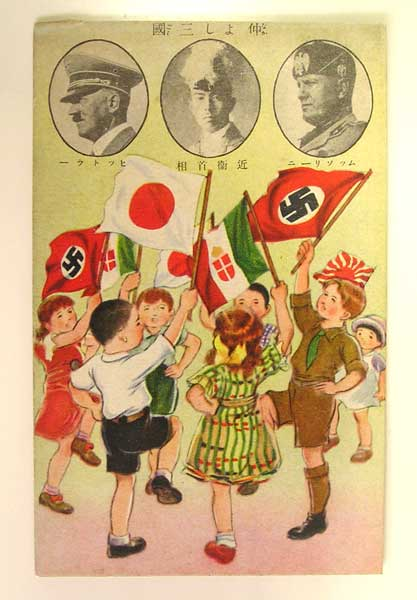
1937年11月に、ナチス・ドイツと共に締結された日独伊防共協定を記念する日本の絵葉書。日独伊は「仲よし三國」と書かれている。

1931年の満州事変に際しては、天津に租界を持つなど中華民国に利権を持つイタリアが日本の行動を非難する国際連盟のリットン報告に賛成した後、元財務相アルベルト・デ・ステーファニを金融財政顧問に、さらに空軍顧問のロベルト・ロルディ将軍と海軍顧問が中華民国に常駐し、フィアットやランチア、ソチェタ・イタリアーナ・カプロニやアンサルドなどのイタリア製の兵器を大量に輸出し日本側から抗議を受けていたが、それは長くは続かなかった。
1934年のワルワル事件によってイタリアによるエチオピア侵略の意図が明らかになると、両国関係は新たな局面を見せ始めた。日本はエチオピア帝国にとって重要な貿易相手であり、イタリア国内にはエチオピアへの日本進出を警戒する動きもあった。1935年7月15日、杉村陽太郎駐伊大使が「日本はエチオピアに政治的関心を持たない」と声明した。日本外務省はこのような指示を出したことはないと釈明したが、この事は日伊間での外交懸案となった。日本国内では頭山満が代表を務め衆議院・貴族院議員も参加した「エチオピア問題懇談会」がイタリア軍撤退を要求するなど、エチオピアに同情する世論が高まった。またイタリア側でも日本の介入を警戒する反日世論が高まった。
日本政府は中立・不介入の立場を取ったが、イタリアも1935年の侵攻（第二次エチオピア戦争）後のイギリスやフランスとの関係悪化により、日本と接近する動きを見せ始めた。
1936年12月2日、日伊協定を締結。実質的にイタリアが満州国を承認することと引き換えに、日本がエチオピア併合（1936年5月イタリア東アフリカ帝国が成立）を承認する内容となった。
1937年には日中戦争が起きたが、11月にイタリアが日独防共協定に参加（日独伊防共協定）し、後の枢軸国の元となる三国関係が成立した。1938年には白鳥敏夫がイタリア大使になり、日伊独三国の連携を目指して強力に働きかけた。

### 1940年代
1940年のオリンピックには東京とともにローマも候補に挙がっていた。ムッソリーニは一時東京に譲歩する意図を発表したが、ローマは再度立候補した。これは日本国内で「イタリーの寝返り」と不評であった（1940年東京オリンピック）。1940年には日独伊三国同盟が成立し、その後1941年12月に日本も加わった第二次世界大戦を戦った。

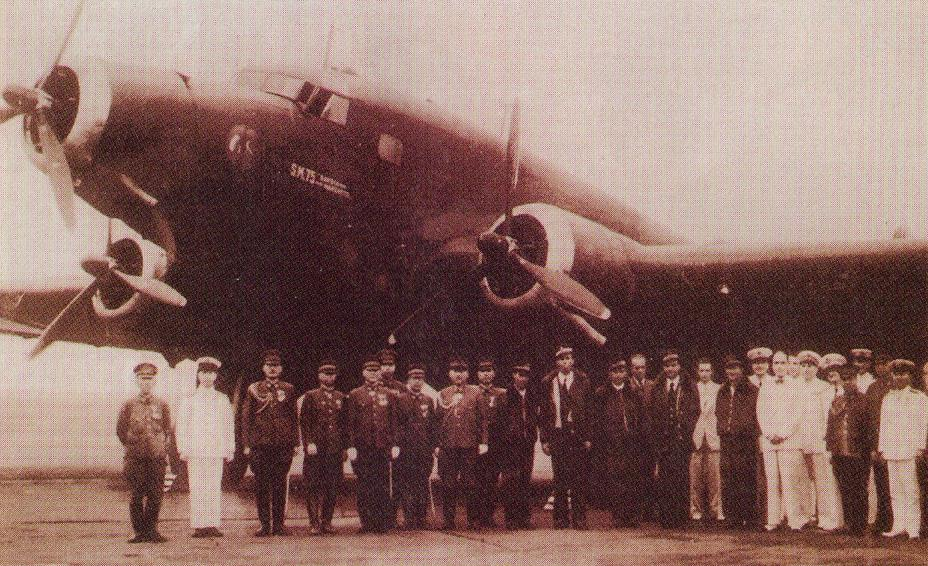
サヴォイア・マルケッティ SM.75 GA RTの前に立つ日伊の軍関係者（1942年7月）

1942年にイタリア軍の大型輸送機の「サヴォイア・マルケッティ SM.75 GA RT」により、イタリアと日本、もしくは日本の占領地域との飛行を行うことを計画した。6月29日にグイドーニア・モンテチェーリオからイタリアと離陸後戦争状態にあったソビエト連邦を避けて、ドイツ占領下のウクライナのザポリージャ、アラル海北岸、バイカル湖の縁、タルバガタイ山脈を通過しゴビ砂漠上空、モンゴル上空を経由し、6月30日に日本占領下の内モンゴル、包頭に到着した。しかしその際に燃料不足などにより、ソビエト連邦上空を通過してしまい銃撃を受けてしまう。その後東京の横田基地へ向かい7月3日から7月16日まで滞在し、7月18日包頭を離陸してウクライナのオデッサを経由してグイドーニア・モンテチェーリオまで機体を飛行させ、7月20日にこの任務を完遂した。
しかし、日本にとって中立国の（イタリアにとっての対戦国）ソビエト連邦上空を飛ぶという外交上の理由によって、滞在するアントニオ・モスカテッリ中佐以下の存在を全く外部に知らせないなど、日本では歓迎とは言えない待遇であった。また、事前に日本側が要請していた、辻政信陸軍中佐を帰路に同行させないというおまけもついた。しかも、案件の不同意にもかかわらずイタリアは8月2日にこの出来事を公表し、2国間の関係は冷え冷えとしたものになり、イタリアは再びこの長距離飛行を行おうとはしなかった。

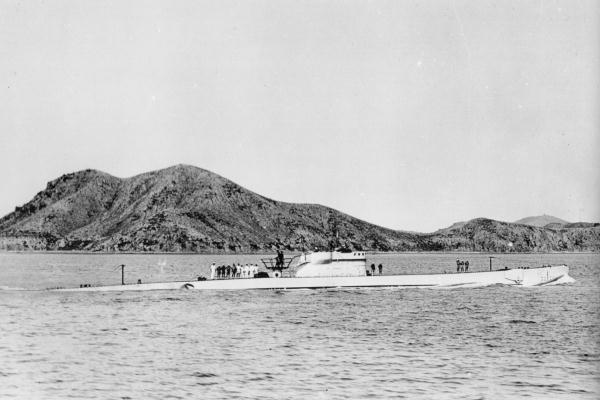
瀬戸内海を行くイタリア海軍の「コマンダンテ・カッペリーニ」

また、これ以前から昭南やペナン、ジャカルタにおかれた日本海軍基地を拠点に、ドイツ海軍の潜水艦や封鎖突破船がインド洋において日本海軍との共同作戦を行っていたが、1943年3月にイタリア海軍がドイツ海軍との間で大型潜水艦の貸与協定を結んだ後に「コマンダンテ・カッペリーニ」や「レジナルド・ジュリアーニ」など5隻の潜水艦を日本軍占領下の東南アジアに送っている。またイタリア海軍は、日本が占領下に置いた昭南に潜水艦の基地を作る許可を取り付け、工作船と海防艦を送り込んだ。8月には「ルイージ・トレッリ」もこれに加わった。
1943年9月にイタリア王国でムッソリーニが失脚、連合国と休戦すると日本はイタリア王国とは断交し、ムッソリーニのイタリア社会共和国を正統な政権として扱った。その後、日本が承認したイタリア社会共和国側に付くか、連合国側のイタリア王国側につくかでその地位が明確に振り分けられた。
まず海軍については、昭南到着直後の9月8日にイタリアが連合国軍に降伏したため、他の潜水艦とともにシンガポールでドイツ海軍に接収され「UIT」と改名した（なお同艦数隻は1945年5月8日のドイツ降伏後は日本海軍に接収され、伊号第五百四潜水艦となった）。なお船員らは一時拘留されたが、イタリア社会共和国（サロ政権）成立後、サロ政権に就いたものはそのまま枢軸国側として従事し太平洋及びインド洋の警備にあたった。
天津のイタリア極東艦隊の本部であったエルマンノ・カルロット要塞は日本軍に包囲され、海兵隊「サン・マルコ」との間で小規模な戦闘の後に降伏した。この後多くのイタリア極東艦隊の将兵はサロ政権側について以降も日本軍と行動を共にするものの、サロ政権につかなかったものは日本に送られ、名古屋の収容所に入れられた。なお天津のイタリア租界は汪兆銘政権の管理下に置かれた。

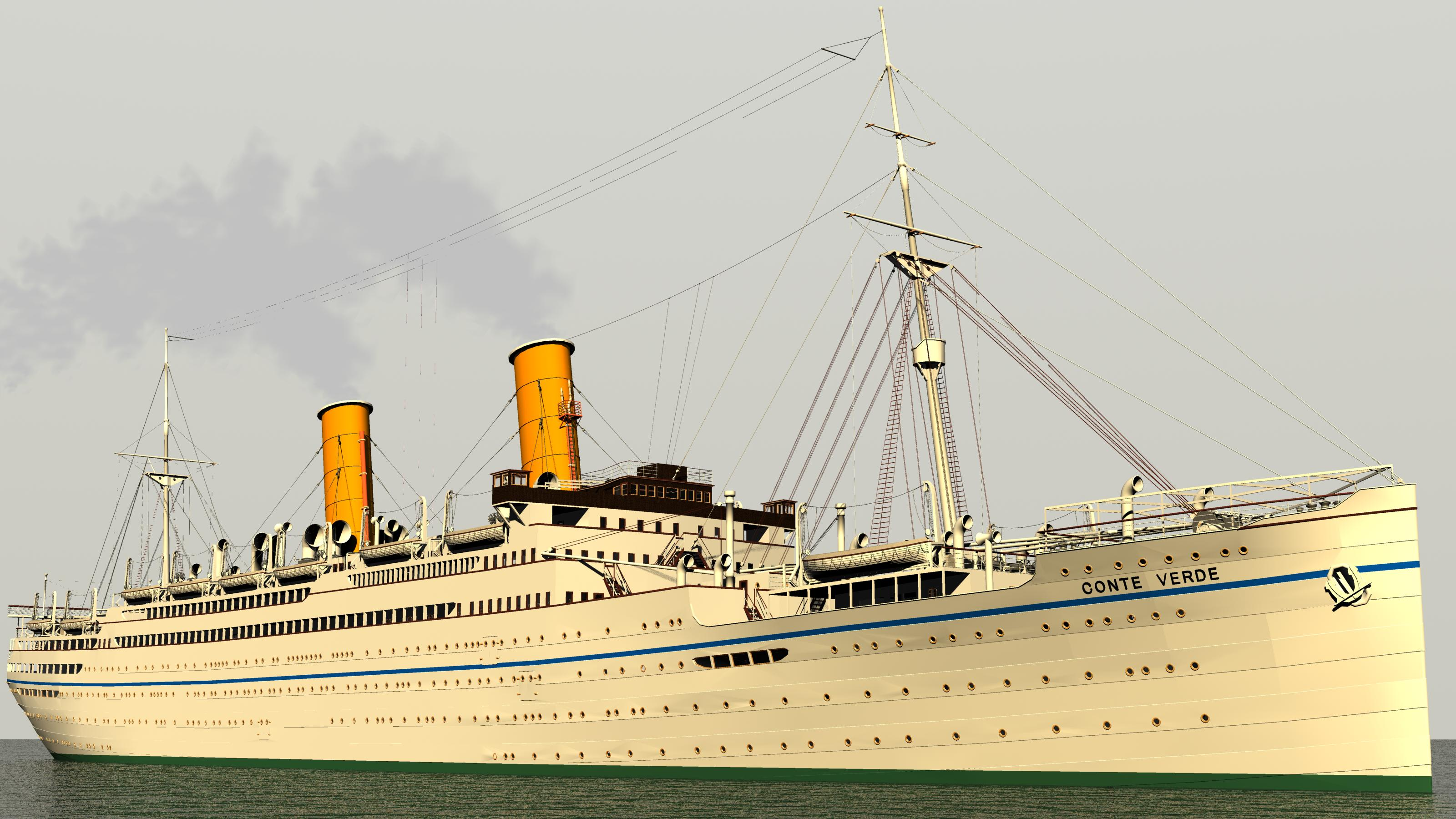
イタリアの「コンテ・ヴェルデ」

一方、民間人のうち190人はイタリア社会共和国につき、イタリア王国側についたために抑留されたのはわずか10人にも満たなかったが、イタリア大使館内でイタリア王国側についたものはマリオ・インデルリ大使以下武官を含む50人で、2人のみがイタリア社会共和国側についた。その後イタリア社会共和国側についた者もおり、代理大使としてオメロ・プリンチピニが就任した。イタリア社会共和国側につくことを拒否したものは、警察の監視下のもとで外交官は東京の田園調布にあるサンフランシスコ修道院で終戦までの間を過ごした。
その後、ミルコ・アルデマンニ館長の元、九段に1941年3月にオープンしたばかりのイタリア文化会館も閉館を余儀なくされ、1944年にはイタリア社会共和国側についていた代理大使プリンチピニら外交官も軽井沢と箱根に疎開したが、イタリア社会共和国は1945年5月のドイツ降伏時に消滅し、その後はドイツ人同様軟禁扱いされ、6月には外交特権もはく奪されプリンチピニ代理大使も富士屋ホテルで抑留されたまま終戦を迎えている。
1945年7月、イタリア王国は対日宣戦布告した。
1945年8月以降に運航される予定であった第三次日米交換船には、イタリア王国側につくかイタリア社会共和国側につくかは関係なく、1943年9月に連合国に降伏した後に日本で抑留されていた在日イタリア大使館員や、第一次日米交換船に使用されたイタリア客船「コンテ・ヴェルデ」の乗組員ら民間人、さらに降伏に伴い日本海軍に接収された（その後ドイツ海軍に貸与。乗組員の多くはイタリア社会共和国側についた）イタリア海軍潜水艦の「ルイジ・トレッリ」などのイタリア海軍の軍人も含まれることになっていた。しかし第三次日米交換船は8月の終戦により運航されなかった。

### 1950年代
1951年に交わされた「日本国とイタリアとの間の外交関係の回復に関する交換公文」により、日本国との平和条約の発効日（1952年4月28日）に戦争状態を終結させ、外交関係を再開することが合意された。これに基づいて11月15日には在ローマ在外事務所が開設され、条約発効とともに大使館に昇格した。
また、1952年4月29日、戦後初めてイタリア大統領から天皇誕生日の祝電が寄せられ、これに昭和天皇が答電を発した。

### 1960年代以降
以降、冷戦下で両国は西側諸国同士として関係を深め、1970年代から1980年代には貿易摩擦問題が懸案に上ることはあったが、主要国首脳会議のメンバーとして、政治、経済両面で良好な関係を築いている。

## 文化交流

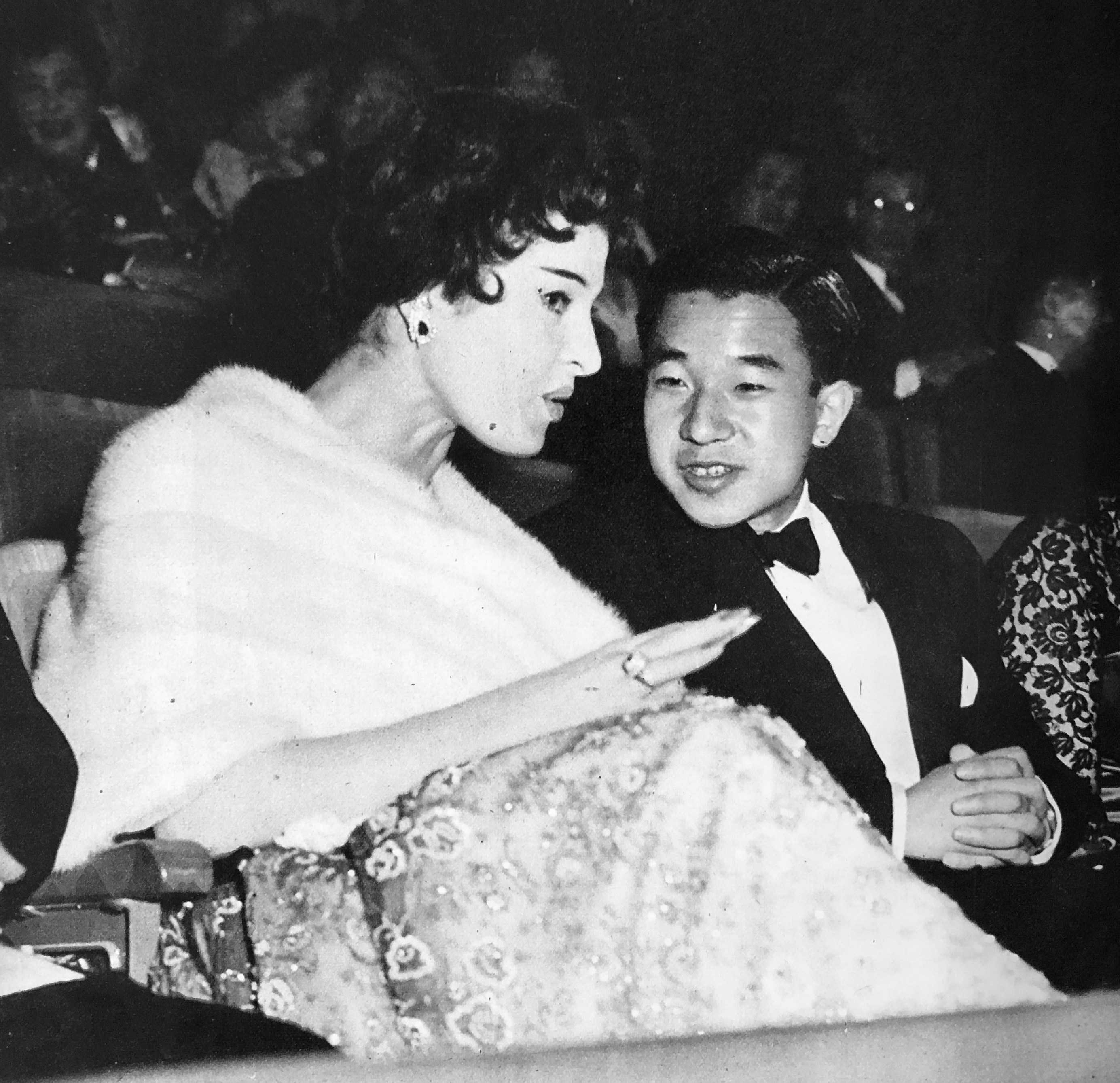
1955年4月7日から13日にかけて、イタリア大使館とウニタリア・フィルム主催の「第1回イタリア映画祭」が東京都と大阪府で開かれた。皇太子明仁はシルヴァーナ・パンパニーニとともにエットーレ・ジャンニーニ監督の『ナポリの饗宴』を東京宝塚劇場で観劇した。

1930年4月から5月にかけてはローマで大規模な日本美術展が開催され、ローマ展として知られている。その後も美術館やヴェネツィア・ビエンナーレなどを通じ、日伊双方の美術・芸術作品の交流は続けられている。
1955年4月7日から13日にかけて、イタリア大使館とウニタリア・フィルム主催の「第1回イタリア映画祭」が東京都と大阪府で開かれた。『ナポリの饗宴』、『道』、『ウンベルト・D』、日伊合作映画の『蝶々夫人』などが上映された。第2回イタリア映画祭は1959年4月に開かれた。ロッサナ・ポデスタ、フランカ・ベットーヤ、ディーノ・リージらが来日し、映画祭に出席した。第3回イタリア映画祭は1964年3月に開かれた。ジーナ・ロロブリジーダ、クラウディア・カルディナーレ、ロザンナ・スキャフィーノ、アントニオ・ピエトランジェリらが来日し、映画祭に出席した。

## 経済
第一次世界大戦前後よりイタリアから日本軍への機械、軍需品の輸入が活発に行われ、現在も海上自衛隊へのオート・メラーラ 76 mm 砲や陸上自衛隊へのFH70の輸出が行われている。
第二次世界大戦前よりフィアットやランチア、戦後にはフェラーリやマセラティなどのイタリア車の輸入が活発に行われ、トヨタ自動車や日産自動車などの自動車のみならず、ソニーや任天堂などの日本製品もイタリアで高い人気を持っている。
イタリア料理も、第二次世界大戦後時に駐在武官として日本に渡ったマリオ・バルサモ提督の専属料理人のアントニオ・カンチェーミが東京都港区に開いたレストランから家庭に広まり、バブル期以降人気が定着した。また日本料理もイタリアで幅広く食されている。

## 交通
ITAエアウェイズが東京国際空港から、ローマ間を結んでいる。
かつてはアリタリアがローマ、ミラノ、ヴェネツィアへ就航していたほか、日本航空や全日本空輸による直行便が就航していた。

## 外交使節

### 駐日イタリア大使・公使

駐日イタリア公使Cusani-Confalonieri（任期1917-1920）

#### 駐日イタリア公使
1. Vittorio Sallier De La Tour
2. it:Alessandro Fè d'Ostiani (politico)（1870 - 1877）
3. it:Raffaele Ulisse Barbolani（1877 - 1882）
4. Eugenio Martin Lanciarez
5. it:Luigi Girolamo Cusani-Confalonieri（1917 - 1920）

#### 駐日イタリア大使
1. マリオ・インデルリ （1938～1943年）
  - （臨時代理大使） オメロ・プリンチピニ（1943～1945年）
2. ブラスコ・ランツァ・ダイエータ（イタリア語版）（1952～1955年）
3. マルチェッロ・デル・ドラーゴ（マルチェルロ・デル・ドラーゴ[24]、マルチェロ・デル・ドラゴ、1955～1956年、信任状捧呈は6月2日[25]）
4. クリストーフォロ・フラカッシ・ラッティ・メントーネ・ディ・トッレ・ロッサー（1956～1958年）
5. マウリーリオ・コッピーニ（1958～1965年）
6. アルベリコ・カザーリ（1965～1968年）
7. ジュスト・ジュスティ・デル・ジャルディーノ（1968～1974年）
8. カルロ・ペローネ・カパーノ（カルロ・ペッローネ・カパーノ、1974～1977年、信任状捧呈は4月13日[26]）
9. ヴィンツェンツォ・トルネッタ（1977～1980年）
10. ボリス・ビアンキエーリ・キアッポリ（イタリア語版）（1980～1984年）
11. マルチェッロ・グイーディ（1984～1986年）
12. バルトローメオ・アットリコ（1986～1992年）
13. パオロ・ガッリ（1992～1995年、信任状捧呈は3月5日[27]）
14. ジョバンニ・ドミネドー（1995～1999年、信任状捧呈は3月28日[28]）
15. ガブリエレ・メネガッティ（1999～2003年、信任状捧呈は5月27日[29]）
16. マリオ・ボーヴァ（2003～2008年、信任状捧呈は7月7日[30]）
17. ヴィンチェンツォ・ペトローネ（2008～2012年、信任状捧呈は11月4日[31]）
18. ドメニコ・ジョルジ（2012～2017年、信任状捧呈は12月20日[32]）
19. ジョルジョ・スタラーチェ（イタリア語版、英語版）（2017～2021年、信任状捧呈は5月11日[33]）
  - （臨時代理大使）ニコロ・タッソーニ・エステンセ・ディ・カステルヴェッキオ（2021年）
20. ジャンルイジ・ベネデッティ（2021年～、信任状捧呈は10月27日[34]）